# ラージャスターン語
ラージャスターン語（ラージャスターンご、Rajasthani、デーヴァナーガリー: राजस्थानी、ペルシア文字: راجستھانی）はインド語派に属する言語（マクロランゲージ）である。ラージャスターニー語とも表記される。ヒンディー語の方言とみなされる場合もある。
なお、ラージャスターン州の公用語はヒンディー語である。
ラージャスターン語に属する主要な言語（または方言）にはマールワーリー語があるが、ISO 639-3 ではマールワーリー語をラージャスターン語とは別のマクロランゲージとしている。言い換えると、マクロランゲージとしてのラージャスターン語は本来のラージャスターン語からマールワーリー語（マクロランゲージ）を除いた残りである。

## マクロランゲージ
| 言語名                      | Language    | ISO 639-3 | 地域                               | 人口       | 統計年 |
| --------------------------- | ----------- | --------- | ---------------------------------- | ---------- | ------ |
| バーガル語/バーガル方言     | Bagri       | bgq       | インド、パキスタン                 | 2,100,000  |        |
| グジャール語/グジュリー方言 | Gujari      | gju       | インド、アフガニスタン、パキスタン | 992,000    |        |
| ハーラウト語/ハーラウト方言 | Hadothi     | hoj       | インド                             | 4,730,000  | 2001年 |
| ガデ・ロハール語            | Lohar, Gade | gda       | インド                             | 1,010      | 2000年 |
| マールヴィー語              | Malvi       | mup       | インド                             | 10,400,000 | 2003年 |
| ワグディ語                  | Wagdi       | wbr       | インド                             | 1,710,000  | 2000年 |